# Arquebisbat de Monreale
L'arquebisbat de Monreale (italià: arcidiocesi di Monreale; llatí: Archidioecesis Montis Regalis) és una seu de l'Església catòlica, sufragània de l'arquebisbat de Palerm, que pertany a la regió eclesiàstica Sicília. El 2013 tenia 255.150 batejats d'un total de 258.368 habitants. Actualment està regida per l'arquebisbe Michele Pennisi.

## Territori
L'arxidiòcesi comprèn 25 municipi de la província de Palerm.
La seu arxiepiscopal és la ciutat de Monreale, on es troba la catedral de Santa Maria Nuova.
El territori de l'arxidiòcesi s'estén sobre 1.509 km², i està dividit en 69 parròquies, agrupades en 6 vicariats: Bisacquino, Carini, Corleone, Monreale, Partinico i San Giuseppe Jato.

## Història
L'Abadia de Santa Maria Nuova de Monreale va ser declarada exempta de la jurisdicció dels arquebisbes de Palerm el 1174 pel Papa Alexandre III, que amb dues butlles successives, Attendentes quomodo i Ex debito suscepti regiminis concedís molts privilegis a l'abadia. No és clar si el primer abat Teobaldo, triat en 1176, va obtenir la consagració episcopal. El príncep normand Guillem II va dotar a l'abadia de moltes possessions, en la qual l'abat exercia la senyoria feudal, amb jurisdicció civil i criminal.
El seu successor Guglielmo, elegit dos anys més tard, va obtenir del Papa Luci III, amb la butlla Licet Dominus de 5 de febrer de 1183, l'elevació de l'abadia al rang d'arxidiòcesi metropolitana, sent-li assignades com a sufragànies les diòcesis de Catània i, des de 1188, de Siracusa.
El dret d'elecció dels arquebisbes ser confiada inicialment als monjos del capítol. El 1233 el Papa Gregori IX va traslladar a la Seu Apostòlica el dret de confirmació dels elegits i secularitzà simultàniament el capítol, anul·lant així l'antic dret dels monjos.
El 1488 l'arquebisbe i cardenal Joan de Borgia acollí a la diòcesi un grup de refugiats albanesos de ritu bizantí, donant-los el que avui es coneix com la Plana «dels albanesos».
En 1590 l'arquebisbe Ludovico II de Torres va fundar el seminari de la diòcesi.
El 7 de juliol de 1775, el Papa Pius VI, a petició de Ferran III de Sicília, en virtut del breu Apostolici suscepti uní aeque principaliter l'arxidiòcesi de Monreale a la de Palerm. La unió va acabar el 2 de març de 1802 quan el Papa Pius VII amb la butlla Imbecillitas humanae mentis restaurà Monreale com a seu metropolitana independent.
El 12 de setembre de 1816 va obtenir com a sufragània la recentment erigida com sufragània diòcesi de Caltagirone. El 1832 va perdre la seva jurisdicció metropolitana davant la diòcesi de Siracusa.
En 1844, com a part de la reorganització general de les diòcesis de Sicília, es va ampliar per incloure cinc municipis que havien pertangut a la diòcesi d'Agrigent. Paral·lelament es va reorganitzar la província eclesiàstica que ara veia com a diòcesis sufragànies d'Agrigent les de Caltanissetta i Catània, mentre que Caltagirone esdevenia en sufragània de Siracusa.
El 26 d'octubre de 1937 cedí les parròquies de ritu bizantí en favor de l'erecció de la Diòcesi de Piana dei Greci (avui Eparquia de Piana degli Albanesi).
Des del 2 de desembre de 2000 Monreale no és més una seu metropolitana, si bé conserva el títol arxiepiscopal, i va esdevenir part de la província eclesiàstica de l'arxidiòcesi de Palerm.

## Cronologia episcopal
- Teobaldo, O.S.B. † (1176 - 14 de maig de 1178 mort) (abat)

- Guglielmo, O.S.B. † (1178 - 28 d'octubre de 1189 mort)
- Caro, O.S.B. † (1189 - 1233 ?)
- Benvenuto † (1254 - 24 de juliol de 1260 mort)
- Goffredo di Belmonte † (1 d'octubre de 1266 - 1267)
- Trasmundo † (1267 - 1269)
- Avveduto † (1269 - 1275 mort)
- Giovanni Boccamazza † (15 d'agost de 1278 - 22 de desembre de 1285 renuncià)
  - Giovanni Boccamazza † (22 de desembre de 1285 - 20 d'agost de 1286 renuncià) (administrador apostòlic)
- Pietro Gerra † (20 d'agost de 1286 - 6 de gener de 1298 nominat arquebisbe de Càpua)
- Ruggero Dommusco † (10 de gener de 1304 - 1304 mort)
- Arnaldo Ressach † (17 de febrer de 1306 - 1324 mort)
- Napoleone Orsini † (26 de juliol de 1325 - 1337 mort)
- Emanuele Spinola † (4 de novembre de 1338 - abril de 1362 mort)
- Guglielmo Monstrio † (1362 - 1379 deposat)
  - Francesc Riquer i Bastero, O.F.M. † (19 de novembre de 1380 - 19 de desembre de 1384 nomenat bisbe d'Osca (antibisbe)
  - Pietro † (?) (antibisbe)
- Paolo dei Lapi, O.F.M. † (3 de febrer de 1379 - 18 d'abril de 1418 nominat arquebisbe titular de Tessalònica)
- Giovanni Ventimiglia † (2 d'abril de 1418 - 25 de gener de 1450 mort)
- Alfonso Coevaruvias † (11 de febrer de 1450 - de novembre de 1454 mort)
- Joan Soler † (3 de gener de 1455 - 4 d'octubre de 1458 nomenat bisbe de Barcelona)
- Ausias Despuig † (18 de setembre de 1458 - 2 de setembre de 1483 mort)
- Joan de Borgia Llançol de Romaní † (13 de setembre de 1483 - 1 d'agost de 1503 mort)
- Juan Castellar y de Borja † (9 d'agost de 1503 - 1 de gener de 1505 mort)
  - Alfonso d'Aragona † (24 de gener de 1505 - 23 de gener de 1512 nominat arquebisbe de València) (administrador apostòlic)
- Enric de Cardona † (23 de gener de 1512 - 7 de febrer de 1530 mort)
  - Pompeo Colonna † (20 de desembre de 1530 - 28 de juny de 1532 mort) (administrador apostòlic)
  - Ippolito de' Medici † (26 de juliol de 1532 - 10 d'agost de 1535 mort) (administrador apostòlic)
  - Alessandro Farnese † (15 de maig de 1536 - 14 de gener de 1568 nomenat arquebisbe) (administrador apostòlic)
- Alessandro Farnese † (14 de gener de 1568 - 9 de desembre de 1573 renuncià)
- Ludovico de Torres I † (9 de desembre de 1573 - 31 de desembre de 1583 mort)
  - Sede vacante (1583-1588)
- Ludovico de Torres II † (22 de gener de 1588 - 9 de juliol de 1609 mort)
  - Sede vacante (1609-1612)
- Arcangelo Gualtieri, O.F.M. † (18 de juny de 1612 - 8 de desembre de 1617 mort)
  - Sede vacante (1617-1620)
- Jerónimo Venero Leyva † (17 de febrer de 1620 - 6 d'agost de 1628 mort)
  - Sede vacante (1628-1634)
- Cosimo de Torres † (3 d'abril de 1634 - 1 de maig de 1642 mort)
- Giovanni Torresiglia † (13 de juliol de 1644 - 28 de gener de 1648 mort)
- Francesco Peretti di Montalto † (30 de maig de 1650 - 4 de maig de 1655 mort)
- Ludovico Alfonso de Los Cameros † (16 d'octubre de 1656 - 14 de maig de 1668 nominat arquebisbe de València)
- Vitaliano Visconti † (2 de juny de 1670 - 7 de setembre de 1671 mort)
- Giovanni Roano e Corrionero † (27 de novembre de 1673 - 4 de juliol de 1703 mort)
- Francesco Giudice † (14 de gener de 1704 - 15 de febrer de 1725 jubilat)
- Juan Álvaro Cienfuegos Villazón, S.J. † (21 de febrer de 1725 - 24 d'abril de 1739 renuncià)
- Troiano Acquaviva d'Aragona † (4 de maig de 1739 - 20 de març de 1747 mort)
  - Sede vacante (1747-1753)
- Giacomo Bonanno † (28 de maig de 1753 - 14 de gener de 1754 mort)
- Francesco Testa † (22 d'abril de 1754 - 17 de maig de 1773 mort)
  - Sede vacante (1773-1776)
- Francesco Ferdinando Sanseverino, P.O. † (15 d'abril de 1776 - 31 de març de 1793 mort)
- Filippo Lopez y Royo, C.R. † (17 de juny de 1793 - 4 de setembre de 1801 renuncià)
- Mercurio Maria Teresi † (24 de maig de 1802 - 17 d'abril de 1805 mort)
  - Sede vacante (1805-1816)
- Domenico Benedetto Balsamo, O.S.B. † (23 de setembre de 1816 - 6 d'abril de 1844 mort)
- Pier Francesco Brunaccini, O.S.B. † (24 de novembre de 1845 - 1850 mort)
  - Sede vacante (1850-1858)
- Benedetto D'Acquisto † (23 de desembre de 1858 - 7 d'agost de 1867 mort)
  - Sede vacante (1867-1871)
- Giuseppe Maria Papardo del Pacco, C.R. † (27 d'octubre de 1871 - 3 d'agost de 1883 mort)
- Domenico Gaspare Lancia di Brolo, O.S.B. † (24 de març de 1884 - 31 de juliol de 1919 mort)
- Antonio Augusto Intreccialagli, O.C.D. † (31 de juliol de 1919 - 19 de setembre de 1924 mort)
- Ernesto Eugenio Filippi † (6 d'abril de 1925 - 23 d'agost de 1951 mort)
- Francesco Carpino † (23 d'agost de 1951 - 19 de gener de 1961 renuncià)
- Corrado Mingo † (28 d'abril de 1961 - 1978 jubilat)
- Salvatore Cassisa † (11 de març de 1978 - 24 de maig de 1997 jubilat)
- Pio Vittorio Vigo (24 de maig de 1997 - 15 d'octubre de 2002 nominat arquebisbe, títol personal, d'Acireale)
- Cataldo Naro † (18 d'octubre de 2002 - 29 de setembre de 2006 mort)
- Salvatore Di Cristina (2 de desembre de 2006 - 8 de febrer de 2013 jubilat)
- Michele Pennisi, des del 8 de febrer de 2013

## Estadístiques
A finals del 2013, la diòcesi tenia 255.150 batejats sobre una població de 258.368 persones, equivalent 98,8% del total.
| any  | població | població | població | sacerdots | sacerdots | sacerdots | sacerdots | diaques | religiosos | religiosos | parroquies |
| ---- | -------- | -------- | -------- | --------- | --------- | --------- | --------- | ------- | ---------- | ---------- | ---------- |
| 1949 | 199.500  | 200.000  | 99,8     | 220       | 180       | 40        | 906       |         | 35         | 300        | 50         |
| 1970 | 198.000  | 200.000  | 99,0     | 179       | 137       | 42        | 1.106     |         | 54         | 342        | 77         |
| 1980 | 211.800  | 214.000  | 99,0     | 150       | 117       | 33        | 1.412     |         | 47         | 305        | 85         |
| 1990 | 207.700  | 224.800  | 92,4     | 147       | 104       | 43        | 1.412     |         | 58         | 261        | 113        |
| 1999 | 185.000  | 190.000  | 97,4     | 147       | 107       | 40        | 1.258     | 2       | 53         | 290        | 113        |
| 2000 | 185.000  | 190.000  | 97,4     | 144       | 104       | 40        | 1.284     | 1       | 53         | 290        | 113        |
| 2001 | 185.000  | 190.000  | 97,4     | 150       | 110       | 40        | 1.233     |         | 53         | 290        | 113        |
| 2002 | 185.000  | 190.000  | 97,4     | 145       | 106       | 39        | 1.275     |         | 49         | 262        | 113        |
| 2004 | 185.000  | 193.413  | 95,7     | 133       | 106       | 27        | 1.390     | 2       | 44         | 278        | 113        |
| 2010 | 230.000  | 234.300  | 98,1     | 131       | 103       | 28        | 1.755     | 7       | 31         | 161        | 88         |
| 2013 | 255.150  | 258.368  | 98,8     | 136       | 110       | 26        | 1.876     | 11      | 29         | 148        | 69         |